# 1736
Portal Geschichte | Portal Biografien | Aktuelle Ereignisse | Jahreskalender | Tagesartikel

◄ |
17. Jahrhundert |
18. Jahrhundert
| 19. Jahrhundert | ►

◄ |
1700er |
1710er |
1720er |
1730er
| 1740er | 1750er | 1760er | ►

◄◄ |
◄ |
1732 |
1733 |
1734 |
1735 |
1736
| 1737 | 1738 | 1739 | 1740 | ► | ►►
Staatsoberhäupter  · Nekrolog  · Literaturjahr · Musikjahr
| Januar | Januar | Januar | Januar | Januar | Januar | Januar | Januar |
| Kw     | Mo     | Di     | Mi     | Do     | Fr     | Sa     | So     |
| ------ | ------ | ------ | ------ | ------ | ------ | ------ | ------ |
| 52     |        |        |        |        |        |        | 1      |
| 1      | 2      | 3      | 4      | 5      | 6      | 7      | 8      |
| 2      | 9      | 10     | 11     | 12     | 13     | 14     | 15     |
| 3      | 16     | 17     | 18     | 19     | 20     | 21     | 22     |
| 4      | 23     | 24     | 25     | 26     | 27     | 28     | 29     |
| 5      | 30     | 31     |        |        |        |        |        |

| Februar | Februar | Februar | Februar | Februar | Februar | Februar | Februar |
| Kw      | Mo      | Di      | Mi      | Do      | Fr      | Sa      | So      |
| ------- | ------- | ------- | ------- | ------- | ------- | ------- | ------- |
| 5       |         |         | 1       | 2       | 3       | 4       | 5       |
| 6       | 6       | 7       | 8       | 9       | 10      | 11      | 12      |
| 7       | 13      | 14      | 15      | 16      | 17      | 18      | 19      |
| 8       | 20      | 21      | 22      | 23      | 24      | 25      | 26      |
| 9       | 27      | 28      | 29      |         |         |         |         |

| März | März | März | März | März | März | März | März |
| Kw   | Mo   | Di   | Mi   | Do   | Fr   | Sa   | So   |
| ---- | ---- | ---- | ---- | ---- | ---- | ---- | ---- |
| 9    |      |      |      | 1    | 2    | 3    | 4    |
| 10   | 5    | 6    | 7    | 8    | 9    | 10   | 11   |
| 11   | 12   | 13   | 14   | 15   | 16   | 17   | 18   |
| 12   | 19   | 20   | 21   | 22   | 23   | 24   | 25   |
| 13   | 26   | 27   | 28   | 29   | 30   | 31   |      |

| April | April | April | April | April | April | April | April |
| Kw    | Mo    | Di    | Mi    | Do    | Fr    | Sa    | So    |
| ----- | ----- | ----- | ----- | ----- | ----- | ----- | ----- |
| 13    |       |       |       |       |       |       | 1     |
| 14    | 2     | 3     | 4     | 5     | 6     | 7     | 8     |
| 15    | 9     | 10    | 11    | 12    | 13    | 14    | 15    |
| 16    | 16    | 17    | 18    | 19    | 20    | 21    | 22    |
| 17    | 23    | 24    | 25    | 26    | 27    | 28    | 29    |
| 18    | 30    |       |       |       |       |       |       |

| Mai | Mai | Mai | Mai | Mai | Mai | Mai | Mai |
| Kw  | Mo  | Di  | Mi  | Do  | Fr  | Sa  | So  |
| --- | --- | --- | --- | --- | --- | --- | --- |
| 18  |     | 1   | 2   | 3   | 4   | 5   | 6   |
| 19  | 7   | 8   | 9   | 10  | 11  | 12  | 13  |
| 20  | 14  | 15  | 16  | 17  | 18  | 19  | 20  |
| 21  | 21  | 22  | 23  | 24  | 25  | 26  | 27  |
| 22  | 28  | 29  | 30  | 31  |     |     |     |

| Juni | Juni | Juni | Juni | Juni | Juni | Juni | Juni |
| Kw   | Mo   | Di   | Mi   | Do   | Fr   | Sa   | So   |
| ---- | ---- | ---- | ---- | ---- | ---- | ---- | ---- |
| 22   |      |      |      |      | 1    | 2    | 3    |
| 23   | 4    | 5    | 6    | 7    | 8    | 9    | 10   |
| 24   | 11   | 12   | 13   | 14   | 15   | 16   | 17   |
| 25   | 18   | 19   | 20   | 21   | 22   | 23   | 24   |
| 26   | 25   | 26   | 27   | 28   | 29   | 30   |      |

| Juli | Juli | Juli | Juli | Juli | Juli | Juli | Juli |
| Kw   | Mo   | Di   | Mi   | Do   | Fr   | Sa   | So   |
| ---- | ---- | ---- | ---- | ---- | ---- | ---- | ---- |
| 26   |      |      |      |      |      |      | 1    |
| 27   | 2    | 3    | 4    | 5    | 6    | 7    | 8    |
| 28   | 9    | 10   | 11   | 12   | 13   | 14   | 15   |
| 29   | 16   | 17   | 18   | 19   | 20   | 21   | 22   |
| 30   | 23   | 24   | 25   | 26   | 27   | 28   | 29   |
| 31   | 30   | 31   |      |      |      |      |      |

| August | August | August | August | August | August | August | August |
| Kw     | Mo     | Di     | Mi     | Do     | Fr     | Sa     | So     |
| ------ | ------ | ------ | ------ | ------ | ------ | ------ | ------ |
| 31     |        |        | 1      | 2      | 3      | 4      | 5      |
| 32     | 6      | 7      | 8      | 9      | 10     | 11     | 12     |
| 33     | 13     | 14     | 15     | 16     | 17     | 18     | 19     |
| 34     | 20     | 21     | 22     | 23     | 24     | 25     | 26     |
| 35     | 27     | 28     | 29     | 30     | 31     |        |        |

| September | September | September | September | September | September | September | September |
| Kw        | Mo        | Di        | Mi        | Do        | Fr        | Sa        | So        |
| --------- | --------- | --------- | --------- | --------- | --------- | --------- | --------- |
| 35        |           |           |           |           |           | 1         | 2         |
| 36        | 3         | 4         | 5         | 6         | 7         | 8         | 9         |
| 37        | 10        | 11        | 12        | 13        | 14        | 15        | 16        |
| 38        | 17        | 18        | 19        | 20        | 21        | 22        | 23        |
| 39        | 24        | 25        | 26        | 27        | 28        | 29        | 30        |

| Oktober | Oktober | Oktober | Oktober | Oktober | Oktober | Oktober | Oktober |
| Kw      | Mo      | Di      | Mi      | Do      | Fr      | Sa      | So      |
| ------- | ------- | ------- | ------- | ------- | ------- | ------- | ------- |
| 40      | 1       | 2       | 3       | 4       | 5       | 6       | 7       |
| 41      | 8       | 9       | 10      | 11      | 12      | 13      | 14      |
| 42      | 15      | 16      | 17      | 18      | 19      | 20      | 21      |
| 43      | 22      | 23      | 24      | 25      | 26      | 27      | 28      |
| 44      | 29      | 30      | 31      |         |         |         |         |

| November | November | November | November | November | November | November | November |
| Kw       | Mo       | Di       | Mi       | Do       | Fr       | Sa       | So       |
| -------- | -------- | -------- | -------- | -------- | -------- | -------- | -------- |
| 44       |          |          |          | 1        | 2        | 3        | 4        |
| 45       | 5        | 6        | 7        | 8        | 9        | 10       | 11       |
| 46       | 12       | 13       | 14       | 15       | 16       | 17       | 18       |
| 47       | 19       | 20       | 21       | 22       | 23       | 24       | 25       |
| 48       | 26       | 27       | 28       | 29       | 30       |          |          |

| Dezember | Dezember | Dezember | Dezember | Dezember | Dezember | Dezember | Dezember |
| Kw       | Mo       | Di       | Mi       | Do       | Fr       | Sa       | So       |
| -------- | -------- | -------- | -------- | -------- | -------- | -------- | -------- |
| 48       |          |          |          |          |          | 1        | 2        |
| 49       | 3        | 4        | 5        | 6        | 7        | 8        | 9        |
| 50       | 10       | 11       | 12       | 13       | 14       | 15       | 16       |
| 51       | 17       | 18       | 19       | 20       | 21       | 22       | 23       |
| 52       | 24       | 25       | 26       | 27       | 28       | 29       | 30       |
| 1        | 31       |          |          |          |          |          |          |

| Januar | Januar | Januar | Januar | Januar | Januar | Januar | Januar |
| Kw     | Mo     | Di     | Mi     | Do     | Fr     | Sa     | So     |
| ------ | ------ | ------ | ------ | ------ | ------ | ------ | ------ |
| 52     |        |        |        |        |        |        | 1      |
| 1      | 2      | 3      | 4      | 5      | 6      | 7      | 8      |
| 2      | 9      | 10     | 11     | 12     | 13     | 14     | 15     |
| 3      | 16     | 17     | 18     | 19     | 20     | 21     | 22     |
| 4      | 23     | 24     | 25     | 26     | 27     | 28     | 29     |
| 5      | 30     | 31     |        |        |        |        |        |

| Februar | Februar | Februar | Februar | Februar | Februar | Februar | Februar |
| Kw      | Mo      | Di      | Mi      | Do      | Fr      | Sa      | So      |
| ------- | ------- | ------- | ------- | ------- | ------- | ------- | ------- |
| 5       |         |         | 1       | 2       | 3       | 4       | 5       |
| 6       | 6       | 7       | 8       | 9       | 10      | 11      | 12      |
| 7       | 13      | 14      | 15      | 16      | 17      | 18      | 19      |
| 8       | 20      | 21      | 22      | 23      | 24      | 25      | 26      |
| 9       | 27      | 28      | 29      |         |         |         |         |

| März | März | März | März | März | März | März | März |
| Kw   | Mo   | Di   | Mi   | Do   | Fr   | Sa   | So   |
| ---- | ---- | ---- | ---- | ---- | ---- | ---- | ---- |
| 9    |      |      |      | 1    | 2    | 3    | 4    |
| 10   | 5    | 6    | 7    | 8    | 9    | 10   | 11   |
| 11   | 12   | 13   | 14   | 15   | 16   | 17   | 18   |
| 12   | 19   | 20   | 21   | 22   | 23   | 24   | 25   |
| 13   | 26   | 27   | 28   | 29   | 30   | 31   |      |

| April | April | April | April | April | April | April | April |
| Kw    | Mo    | Di    | Mi    | Do    | Fr    | Sa    | So    |
| ----- | ----- | ----- | ----- | ----- | ----- | ----- | ----- |
| 13    |       |       |       |       |       |       | 1     |
| 14    | 2     | 3     | 4     | 5     | 6     | 7     | 8     |
| 15    | 9     | 10    | 11    | 12    | 13    | 14    | 15    |
| 16    | 16    | 17    | 18    | 19    | 20    | 21    | 22    |
| 17    | 23    | 24    | 25    | 26    | 27    | 28    | 29    |
| 18    | 30    |       |       |       |       |       |       |

| Mai | Mai | Mai | Mai | Mai | Mai | Mai | Mai |
| Kw  | Mo  | Di  | Mi  | Do  | Fr  | Sa  | So  |
| --- | --- | --- | --- | --- | --- | --- | --- |
| 18  |     | 1   | 2   | 3   | 4   | 5   | 6   |
| 19  | 7   | 8   | 9   | 10  | 11  | 12  | 13  |
| 20  | 14  | 15  | 16  | 17  | 18  | 19  | 20  |
| 21  | 21  | 22  | 23  | 24  | 25  | 26  | 27  |
| 22  | 28  | 29  | 30  | 31  |     |     |     |

| Juni | Juni | Juni | Juni | Juni | Juni | Juni | Juni |
| Kw   | Mo   | Di   | Mi   | Do   | Fr   | Sa   | So   |
| ---- | ---- | ---- | ---- | ---- | ---- | ---- | ---- |
| 22   |      |      |      |      | 1    | 2    | 3    |
| 23   | 4    | 5    | 6    | 7    | 8    | 9    | 10   |
| 24   | 11   | 12   | 13   | 14   | 15   | 16   | 17   |
| 25   | 18   | 19   | 20   | 21   | 22   | 23   | 24   |
| 26   | 25   | 26   | 27   | 28   | 29   | 30   |      |

| Juli | Juli | Juli | Juli | Juli | Juli | Juli | Juli |
| Kw   | Mo   | Di   | Mi   | Do   | Fr   | Sa   | So   |
| ---- | ---- | ---- | ---- | ---- | ---- | ---- | ---- |
| 26   |      |      |      |      |      |      | 1    |
| 27   | 2    | 3    | 4    | 5    | 6    | 7    | 8    |
| 28   | 9    | 10   | 11   | 12   | 13   | 14   | 15   |
| 29   | 16   | 17   | 18   | 19   | 20   | 21   | 22   |
| 30   | 23   | 24   | 25   | 26   | 27   | 28   | 29   |
| 31   | 30   | 31   |      |      |      |      |      |

| August | August | August | August | August | August | August | August |
| Kw     | Mo     | Di     | Mi     | Do     | Fr     | Sa     | So     |
| ------ | ------ | ------ | ------ | ------ | ------ | ------ | ------ |
| 31     |        |        | 1      | 2      | 3      | 4      | 5      |
| 32     | 6      | 7      | 8      | 9      | 10     | 11     | 12     |
| 33     | 13     | 14     | 15     | 16     | 17     | 18     | 19     |
| 34     | 20     | 21     | 22     | 23     | 24     | 25     | 26     |
| 35     | 27     | 28     | 29     | 30     | 31     |        |        |

| September | September | September | September | September | September | September | September |
| Kw        | Mo        | Di        | Mi        | Do        | Fr        | Sa        | So        |
| --------- | --------- | --------- | --------- | --------- | --------- | --------- | --------- |
| 35        |           |           |           |           |           | 1         | 2         |
| 36        | 3         | 4         | 5         | 6         | 7         | 8         | 9         |
| 37        | 10        | 11        | 12        | 13        | 14        | 15        | 16        |
| 38        | 17        | 18        | 19        | 20        | 21        | 22        | 23        |
| 39        | 24        | 25        | 26        | 27        | 28        | 29        | 30        |

| Oktober | Oktober | Oktober | Oktober | Oktober | Oktober | Oktober | Oktober |
| Kw      | Mo      | Di      | Mi      | Do      | Fr      | Sa      | So      |
| ------- | ------- | ------- | ------- | ------- | ------- | ------- | ------- |
| 40      | 1       | 2       | 3       | 4       | 5       | 6       | 7       |
| 41      | 8       | 9       | 10      | 11      | 12      | 13      | 14      |
| 42      | 15      | 16      | 17      | 18      | 19      | 20      | 21      |
| 43      | 22      | 23      | 24      | 25      | 26      | 27      | 28      |
| 44      | 29      | 30      | 31      |         |         |         |         |

| November | November | November | November | November | November | November | November |
| Kw       | Mo       | Di       | Mi       | Do       | Fr       | Sa       | So       |
| -------- | -------- | -------- | -------- | -------- | -------- | -------- | -------- |
| 44       |          |          |          | 1        | 2        | 3        | 4        |
| 45       | 5        | 6        | 7        | 8        | 9        | 10       | 11       |
| 46       | 12       | 13       | 14       | 15       | 16       | 17       | 18       |
| 47       | 19       | 20       | 21       | 22       | 23       | 24       | 25       |
| 48       | 26       | 27       | 28       | 29       | 30       |          |          |

| Dezember | Dezember | Dezember | Dezember | Dezember | Dezember | Dezember | Dezember |
| Kw       | Mo       | Di       | Mi       | Do       | Fr       | Sa       | So       |
| -------- | -------- | -------- | -------- | -------- | -------- | -------- | -------- |
| 48       |          |          |          |          |          | 1        | 2        |
| 49       | 3        | 4        | 5        | 6        | 7        | 8        | 9        |
| 50       | 10       | 11       | 12       | 13       | 14       | 15       | 16       |
| 51       | 17       | 18       | 19       | 20       | 21       | 22       | 23       |
| 52       | 24       | 25       | 26       | 27       | 28       | 29       | 30       |
| 1        | 31       |          |          |          |          |          |          |

## Ereignisse

### Politik und Weltgeschehen

#### Korsika

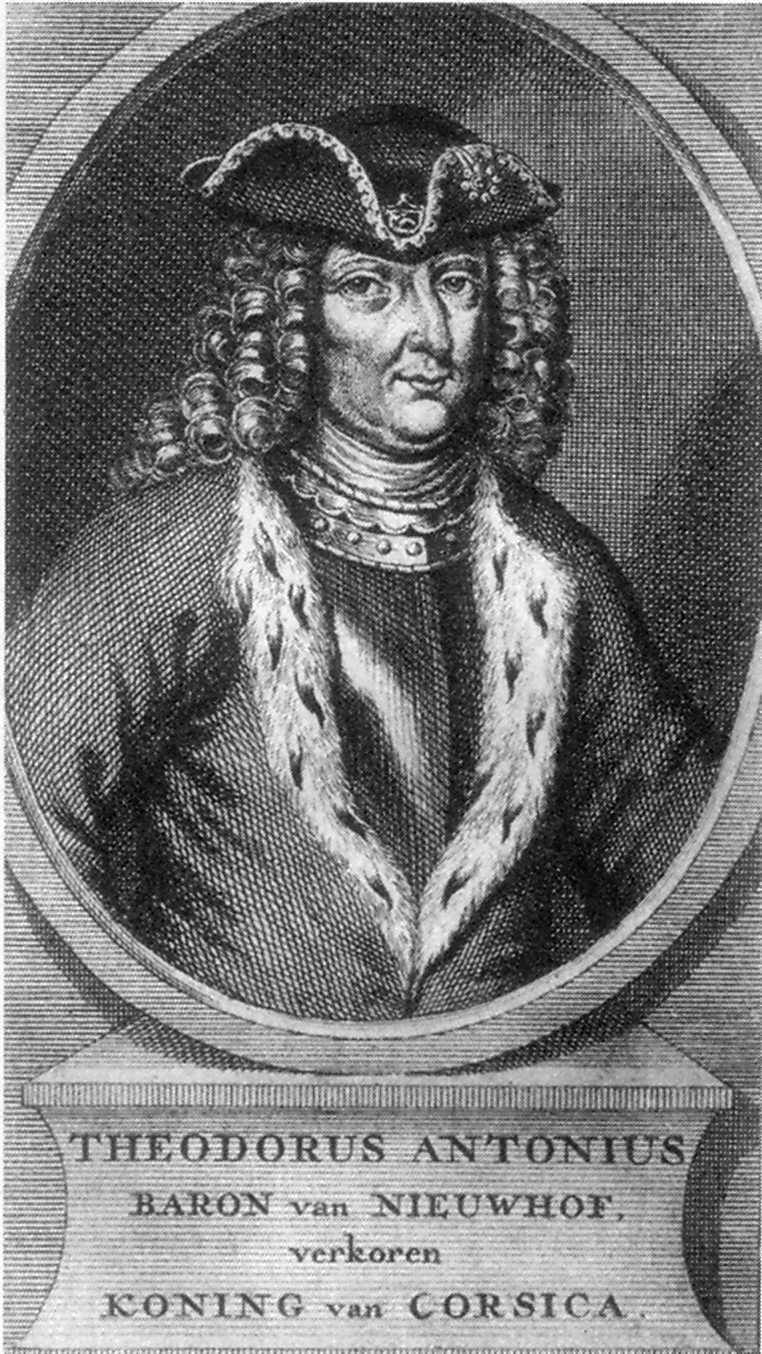
Theodor von Neuhoff (zeitgenössischer Kupferstich)

Am 12. April landet der Westfale Theodor von Neuhoff mit einem britischen Schiff im Hafen von Aléria, um die Korsen bei ihrem Freiheitskampf gegen die Herrschaft der Republik Genua zu unterstützen. Am 15. März rufen diese ihn als Theodor I. zum ersten und einzigen König Korsikas aus. Laut der von Theodor erlassenen Verfassung ist der erbliche König in der Regierung auf die Zustimmung von 24 frei gewählten Korsen angewiesen. Er residiert im ehemaligen Bischofspalais in Cervione. Um seine Macht zu sichern, baut Theodor I. die Infrastruktur aus, lässt Münzen prägen und sorgt für eine regelmäßige Besoldung. Er gibt die von Genua beschlagnahmten Güter zurück, besetzt den obersten Klerus wieder mit Korsen und erlaubt vorher verbotene Tätigkeiten wie Salzgewinnung und Korallensammeln. Die Genuesen drängt er auf ihre befestigten Küstenstädte zurück und lässt sie dort durch seine Generäle belagern. Die Korsen sind jedoch bald untereinander zerstritten, weil für sie die Familienehre absoluten Vorrang hat. Unter anderem wird Theodors fähigster General Fabiani aufgrund einer Vendetta aus dem Hinterhalt erschossen. Deshalb verlässt Theodor am 11. November die Insel, um neue Unterstützer zu gewinnen. Da die Genuesen ein Kopfgeld auf ihn ausgesetzt haben und überall seine Verhaftung verlangen, muss er sich mit äußerster Vorsicht bewegen. In Rom und Paris werden Mordanschläge auf ihn verübt.

#### Weitere Ereignisse in Europa
- 12. Februar: Die österreichische Thronerbin Maria Theresia heiratet Herzog Franz III. Stephan von Lothringen, der deswegen sein Stammland Lothringen nach dem absehbaren Aussterben der Medici gegen das Großherzogtum Toskana tauschen muss.

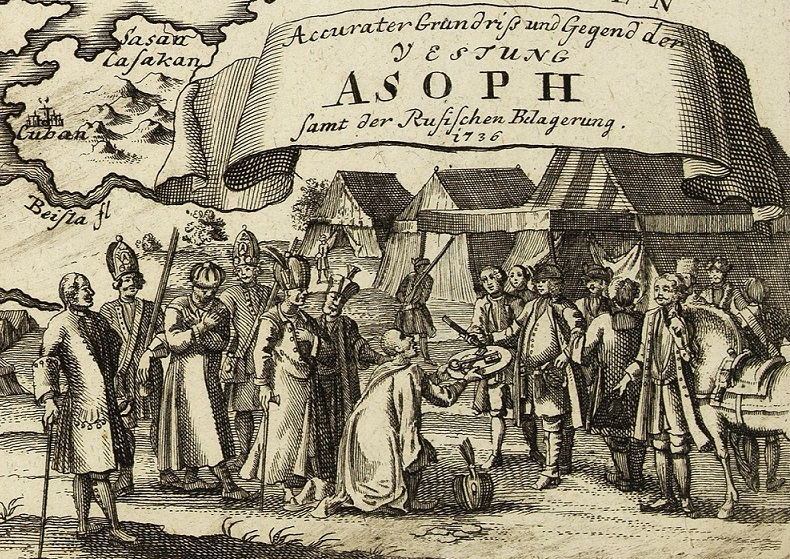
Die Übergabe von Asow

- Der Russisch-Österreichische Türkenkrieg beginnt, Russland marschiert im Khanat der Krim ein. Am 28. Mai wird die Festung Perekop erobert, am 4. Juli die Stadt Asow eingenommen. Es kommt zwar das ganze Jahr zu keinen größeren Schlachten, aber aufgrund von Krankheiten und des ständigen Kleinkriegs der Krimtataren verliert die Russische Armee bis Jahresende fast 30.000 Mann.
- 10. Dezember: Antonio Manoel de Vilhena, Großmeister des Malteserordens, stirbt. Sein Nachfolger wird am 16. Dezember der bisherige Seneschall Ramon Despuig.

#### Asien
- 8. März: In Persien krönt sich Nadir nach der Absetzung des fünfjährigen Safawidenherrschers Abbas III. in der Mugansteppe selbst zum Schah. Er begründet die Dynastie der Afschariden.

#### Amerikanische Kolonien

##### Südamerika

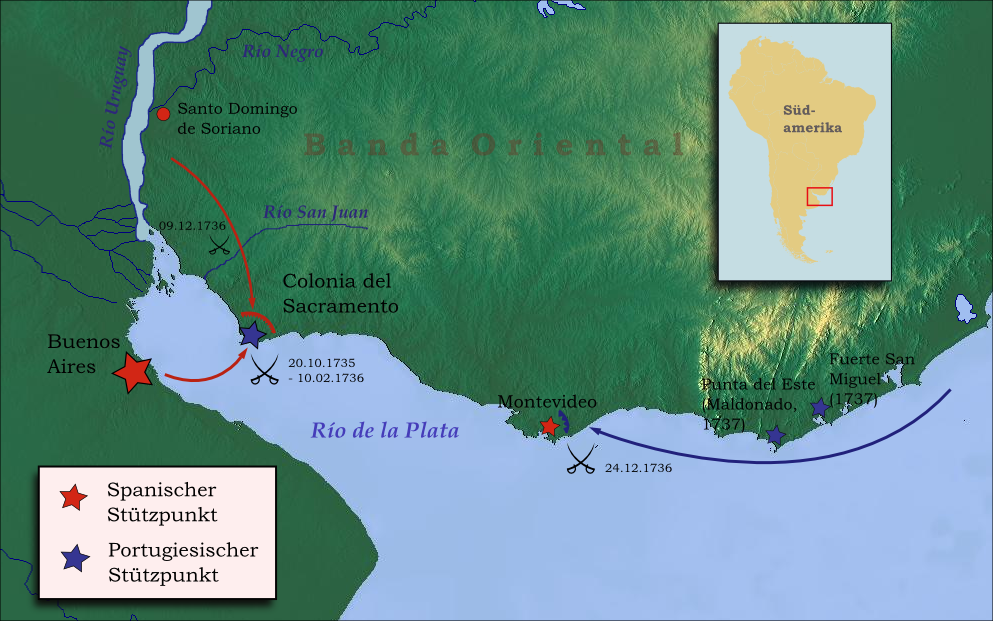
Karte des Kriegsschauplatzes 1735–1737

- 6. Januar: Im formell nie erklärten Spanisch-Portugiesischen Krieg trifft portugiesische Verstärkung in der seit Oktober von spanischen Truppen belagerten Stadt Colonia del Sacramento ein und durchbricht die spanische Blockade. Die portugiesischen Verteidiger werden jedoch durch eine Dysenterie-Epidemie geschwächt. Erst am 5. April können sie zum Gegenschlag ausholen. Am 18. April überfallen sie die spanischen Siedlungen am Río de la Plata und besiegen am 24. April erstmals die vor Sacramento verbliebenen spanischen Truppenkontingente. Bis zum 4. Oktober können sie  sämtliche spanischen Verbände hinter den San-Juan-Fluss treiben. Hier kommt es schließlich zum Stellungskrieg.
- 24. Dezember: Eine portugiesische Flotte greift in einer Gegenoffensive Montevideo an, kann die spanische Besatzung jedoch nicht überwältigen.

##### Nordamerika
- 26. Mai: In der Schlacht von Ackia in der französischen Kolonie Louisiana in der Nähe des Mississippi River auf dem Gebiet der heutigen Stadt Tupelo, Mississippi, wehren die Chickasaw mit britischer Unterstützung einen Angriff von Choctaw und Franzosen ab.

### Wirtschaft
- 6. August: William Parks bringt in Williamsburg, Virginia, die erste Ausgabe der Zeitung The Virginia Gazette heraus.
- Wassili Nikititsch Tatischtschew gründet in Perm eine Kupferhütte, aus der sich der russische Rüstungskonzern Motowilichinskije sawody entwickelt.

### Wissenschaft und Technik

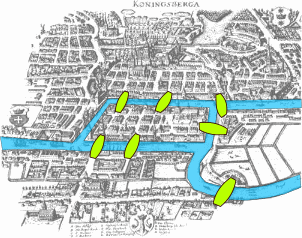
Das Königsberger Brückenproblem

- Leonhard Euler formuliert in seiner Mechanica sive motus scientia die Bewegungsgesetze des starren Körpers. Darüber hinaus löst er das „Königsberger Brückenproblem“.
- Lorenz Christoph Mizler gründet die musikwissenschaftliche Zeitschrift Musikalische Bibliothek.

### Kultur

#### Bildende Kunst

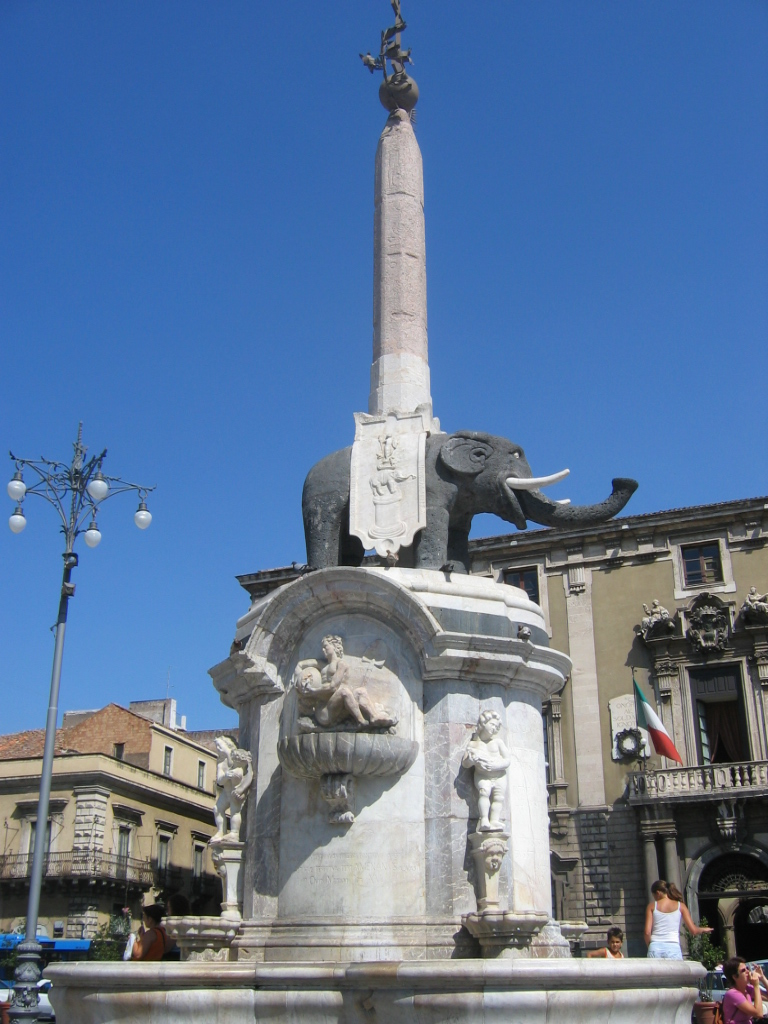
Elefantenbrunnen

- Giovanni Battista Vaccarini errichtet vor dem Palazzo Municipale in Catania einen Elefantenbrunnen.

#### Musik

##### Wien
- 13. Februar: Die erste Vertonung von Pietro Metastasios Libretto Achille in Sciro durch Antonio Caldara wird anlässlich der Hochzeit von Erzherzogin Maria Theresia mit Franz Stephan von Lothringen am Hoftheater in Wien uraufgeführt.
- 28. August: Ciro riconosciuto, ein weiteres Libretto von Pietro Metastasio in der erstmaligen Vertonung durch Antonio Caldara, wird zur Feier des Geburtstags der Kaiserin Elisabeth, der Gemahlin Karls VI., in der Favorita in Wien uraufgeführt.
- 4. November: Die Uraufführung der Oper Temistocle von Antonio Caldara auf das Libretto von Pietro Metastasio findet am Hoftheater in Wien statt.

##### London
- 19. Februar: Die Uraufführung der Cäcilienode Das Alexanderfest von Georg Friedrich Händel nach einer Ode von John Dryden findet im Covent Garden Theatre vor 1.300 Menschen statt. Zwischen den Akten spielt Händel das Concerto grosso C-Dur (HWV 318), das mit dem Namen Alexanderfest verbunden bleiben wird. Eine zweite Aufführung in Anwesenheit des gesamten Hofes erfolgt am 25. Februar. Das Werk wird bis heute nahezu ununterbrochen jährlich aufgeführt.
- 12. Mai: Mit Anna Maria Strada in der Titelrolle und dem Soprankastraten Gizziello in einer weiteren Hauptrolle wird Georg Friedrich Händels Dramma per musica Atalanta zu Ehren der Vermählung des ältesten Sohnes von König George II., des Thronfolgers Friedrich Ludwig von Hannover, mit Prinzessin Augusta von Sachsen-Gotha-Altenburg im Covent Garden Theatre mit großem Erfolg uraufgeführt.

### Gesellschaft
- Ernst Christoph von Manteuffel gründet nach seiner Vertreibung vom preußischen Königshof in Berlin die Societas Alethophilorum. Ziel der philosophischen Gelehrtengesellschaft ist die Erkenntnis der Wahrheit als Ergebnis der eigenen Überzeugung aus aufrichtiger Suche und deren Verteidigung.

### Religion
- Als Nachfolger des am 17. September gestorbenen Franz Ludwig Schenk von Castell wird Johann Anton II. von Freyberg zum Bischof von Eichstätt und Fürstbischof des Hochstiftes Eichstätt gewählt.
- Das Franziskanerkloster St. Anton im Pinzgau wird auf Initiative des Salzburger Erzbischofs Leopold Anton von Firmian gegründet.

## Historische Karten und Ansichten

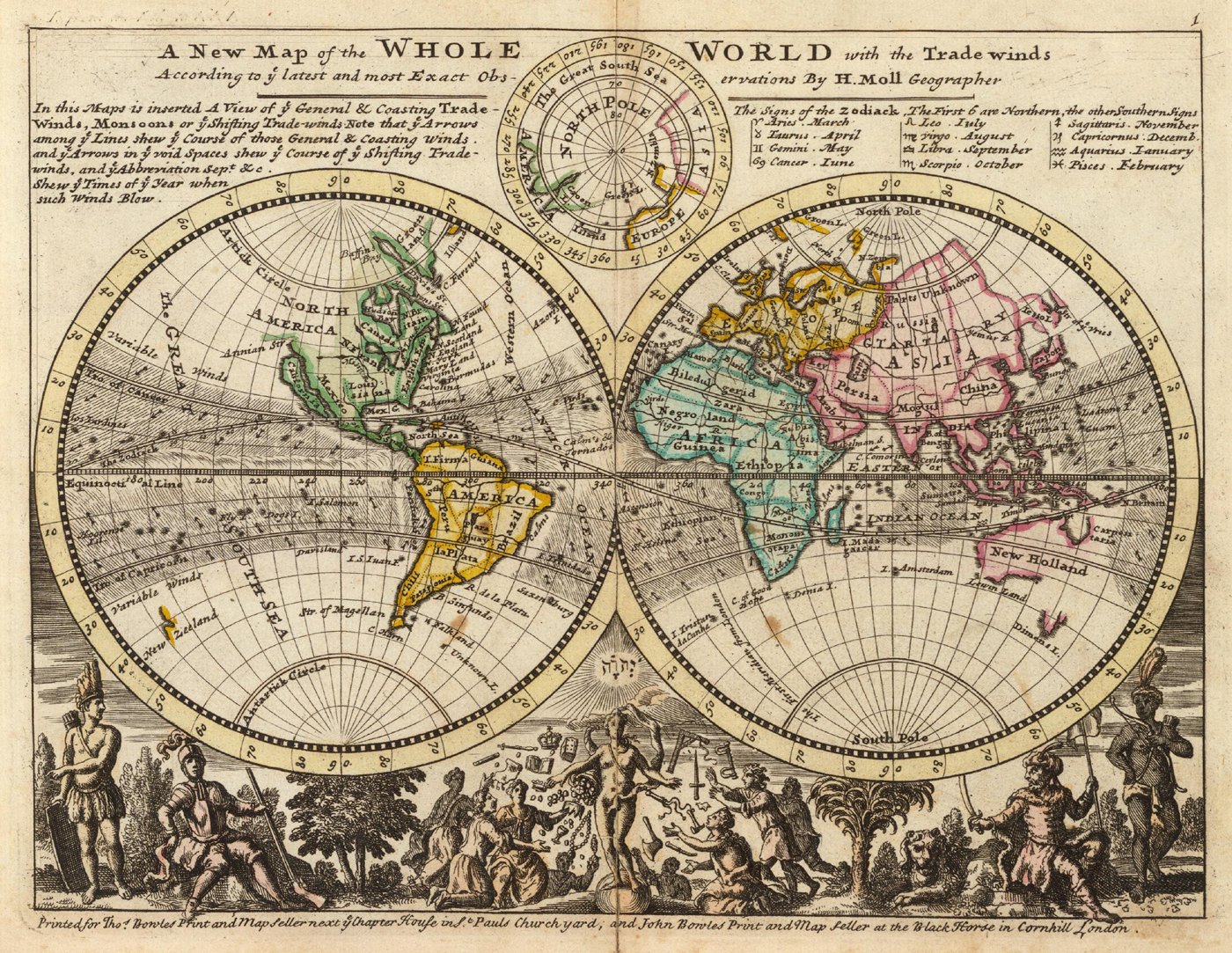
A new map of the whole world with the trade winds, Herman Moll

## Geboren

### Erstes Quartal
- 02. Januar: Leopold von Clary und Aldringen, böhmisch-österreichischer Justizminister († 1800)
- 07. Januar: Andrew Adams, amerikanischer Rechtsanwalt, Jurist und Politiker († 1797)
- 12. Januar: Pedro Benito Antonio Quevedo y Quintano, Bischof von Orense († 1818)
- 24. Januar: Nicolai Jacob Wilse, norwegischer Naturwissenschaftler († 1801)

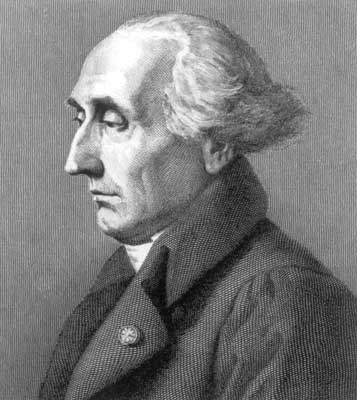
Joseph-Louis Lagrange

- 25. Januar: Joseph-Louis Lagrange, italienischer Mathematiker und Astronom († 1813)
- 27. Januar: Petrus Abresch, niederländischer reformierter Theologe († 1812)
- 27. Januar: John Brown, US-amerikanischer Politiker († 1803)
- 30. Januar: Michael Ignaz Schmidt, deutscher katholischer Priester und Historiker († 1794)

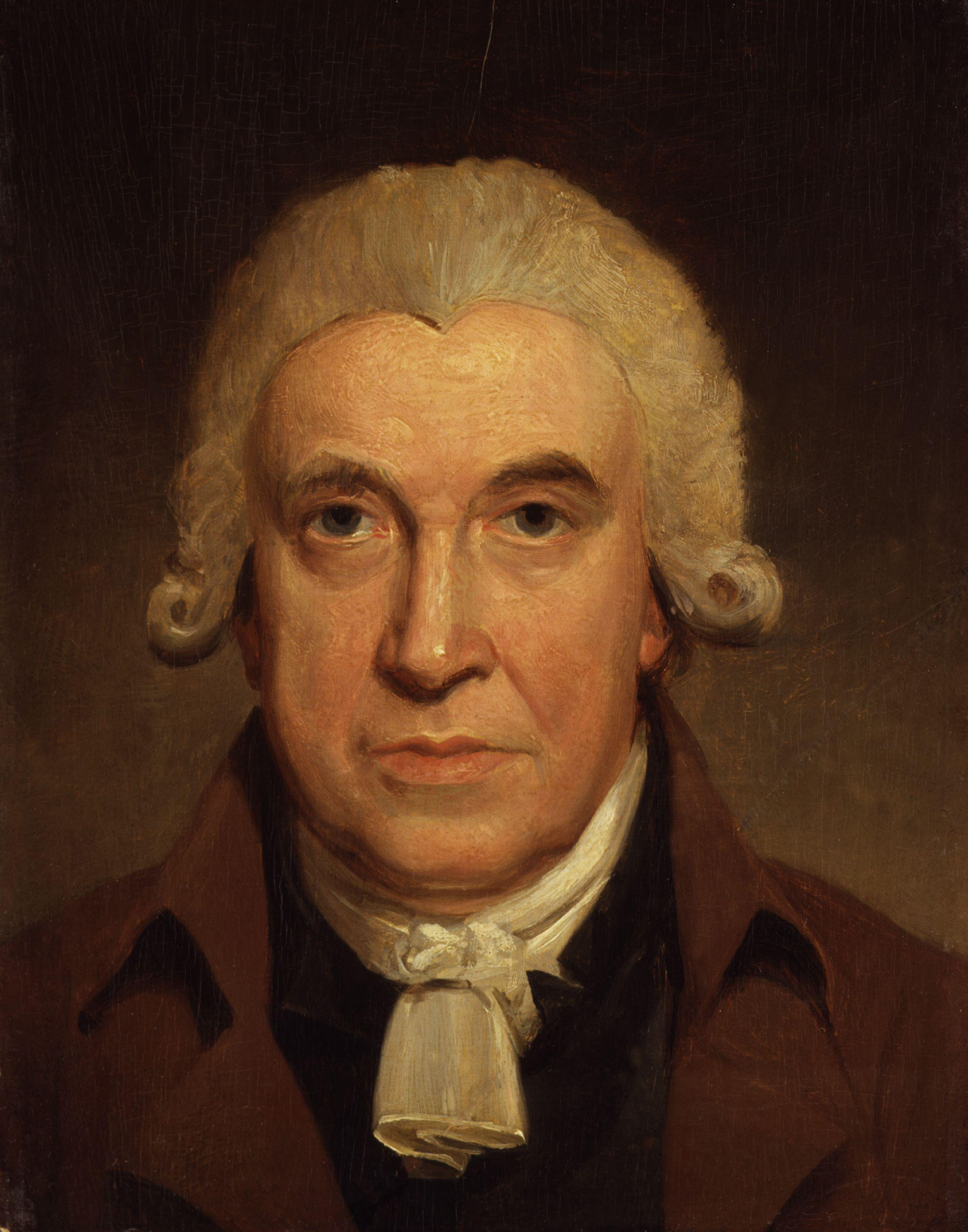
James Watt, um 1797

- 30. Januar: James Watt, britischer Erfinder († 1819)
- 03. Februar: Johann Georg Albrechtsberger, österreichischer Komponist und Musiktheoretiker († 1809)
- 06. Februar: Franz Xaver Messerschmidt, bayerisch-österreichischer Bildhauer († 1783)
- 09. Februar: Maria Elisabeth von Sachsen, königliche Prinzessin von Polen und Prinzessin von Sachsen und Sternkreuzordensdame († 1818)
- 16. Februar: Helfrich Peter Sturz, deutscher Schriftsteller († 1779)
- 23. Februar: Johann Heinrich Vincent Nölting, deutscher Theologe und Philosoph († 1806)
- 24. Februar: Karl Alexander, Markgraf von Brandenburg-Ansbach und Brandenburg-Bayreuth († 1806)
- 26. Februar: James Mercer, US-amerikanischer Jurist und Politiker († 1793)
- 29. Februar: Ann Lee, Gründerin der amerikanischen Freikirche der Shaker († 1784)
- 08. März: Luc Siméon Auguste Dagobert, französischer General († 1794)
- 13. März: Jean-Ami Martin, Schweizer evangelischer Geistlicher und Bibliothekar († 1807)
- 21. März: Claude-Nicolas Ledoux, französischer Architekt († 1806)
- 21. März: Dorothea Wendling, deutsche Opernsängerin († 1811)
- 22. März: Eva Catharina Hahn, deutsche Bürgerin, Ehefrau von Gotthold Ephraim Lessing († 1778)
- vor dem 28. März: Rudolf Erich Raspe, deutscher Bibliothekar, Schriftsteller und Universalgelehrter († 1796)
- 31. März: Franz von Paula Rosalino, österreichischer katholischer Theologe, Bücherzensor und Bibelübersetzer († 1793)

### Zweites Quartal
- 03. April: Anton Pfliegler, österreichischer Orgelbauer († 1805)
- 03. April: Arthur St. Clair, US-amerikanischer Politiker und General († 1818)
- 25. April: Marcus Anton Wittola, österreichischer Theologe und Pfarrer († 1797)
- 08. Mai: Ferdinand Denis, deutscher Kartograph und Ingenieuroffizier († 1805)
- 16. Mai: Rupert von Neuenstein, Fürstabt von Kempten († 1793)
- 18. Mai: Eiler Christopher von Ahlefeldt, deutsch-dänischer Amtmann († 1806)
- 18. Mai: Friedrich Wilhelm von Erdmannsdorff, Architekt und Architekturtheoretiker, Vertreter des deutschen Frühklassizismus  († 1800)
- 21. Mai: Francis Egerton, 3. Duke of Bridgewater, britischer Adeliger († 1803)
- 21. Mai: Izabela Lubomirska, polnische Fürstin, Bauherrin und Mäzenin sowie Buch- und Kunstsammlerin († 1816)
- 23. Mai: Franz de Paula Karl von Colloredo, kaiserlicher Kabinetts- und Konferenzminister († 1806)
- 29. Mai: Patrick Henry, britisch-amerikanischer Politiker († 1799)
- 30. Mai: Johann Friedrich Lobstein, deutscher Chirurg und Anatom († 1784)
- 02. Juni: Albrecht Georg Walch, deutscher Pädagoge († 1822)
- 03. Juni: Ludwig Gottlieb Scriba, deutscher Entomologe und evangelischer Pfarrer († 1804)
- 04. Juni: Ignaz Fränzl, deutscher Komponist, Geiger, Bratschist und Kapellmeister († 1811)
- 07. Juni: Friedrich Karl, Fürst von Schwarzburg-Rudolstadt und Naturaliensammler († 1793)
- 07. Juni: Pedro Mendinueta y Múzquiz, spanischer Offizier und Kolonialverwalter, Vizekönig von Neugranada († 1825)

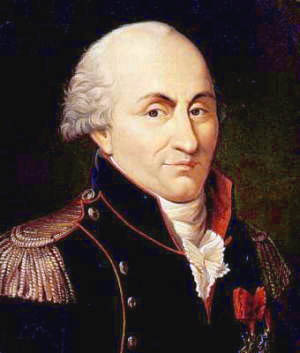
Charles Augustin de Coulomb

- 14. Juni: Charles Augustin de Coulomb, französischer Physiker († 1806)
- 24. Juni: Christian Günther III., Fürst von Schwarzburg-Sondershausen († 1794)
- 24. Juni: Johann Clemens Tode, deutsch-dänischer Mediziner, Hochschullehrer und Schriftsteller († 1806)
- 28. Juni: Gottlieb Konrad Pfeffel, elsässischer Schriftsteller, Militärwissenschaftler und Pädagoge († 1809)

### Drittes Quartal
- 12. Juli: Johann Gerhard Hasenkamp, westfälischer protestantischer Pädagoge und Rektor des Duisburger Gymnasiums († 1777)
- 17. Juli: Marc Guillaume Alexis Vadier, französischer Revolutionär († 1828)
- 21. Juli: Maria Maximiliana von Stadion, Äbtissin des freiweltlichen Damenstifts Buchau im heutigen Bad Buchau am Federsee († 1818)
- 31. Juli: Jakob Friedrich Feddersen, deutsch-dänischer evangelischer Geistlicher († 1788)
- 000Juli: Juan Bautista de Anza, spanischer Entdecker, Gouverneur von Nuevo México († 1788)
- 03. August: William Montgomery, US-amerikanischer Politiker († 1816)
- 04. August: Anton Attems, österreichischer Generalmajor († 1826)
- 08. August: Johann Georg Scheffner, deutscher Jurist, Schriftsteller und Freimaurer († 1820)
- 08. August: Johann Gottlob Thierbach, deutscher Pädagoge († 1782)
- 09. August: Louis V. Joseph, Fürst von Condé († 1818)
- 15. August: Johann Christoph Kellner, deutscher Organist und Komponist († 1803)
- 19. August: Gioacchino Martorana, sizilianischer Maler († 1779)
- 24. August: Stanisław Małachowski, polnischer Abgeordneter und Staatsmann († 1809)
- 25. August: Franz Ludwig Schenk von Castell, deutscher Adeliger und Strafverfolger († 1821)
- 26. August: Jean-Baptiste Romé de L’Isle, französischer Mineraloge und Kristallograph († 1790)
- 03. September: Matthias Klostermayr, der Bayerische Hiasl, bayerischer Wilderer und Anführer einer „gerechten Räuberbande“ († 1771)
- 09. September: Jacob Berthout van Berchem, niederländischer Kaufmann und Sklavenhändler († 1794)
- 11. September: Marguerite-Catherine Haynault, französische Hofdame und Mätresse Ludwigs XV. († 1823)
- 12. September: Hsinbyushin, Herrscher des Königreichs Ava im heutigen Myanmar aus der Konbaung-Dynastie († 1776)
- 12. September: Georg Theodor Strobel, deutscher lutherischer Theologe und Kirchenhistoriker († 1794)
- 15. September: Jean-Sylvain Bailly, französischer Astronom und erster Bürgermeister von Paris († 1793)
- 16. September: Carter Braxton, einer der Gründerväter der USA († 1797)
- 16. September: Johannes Nikolaus Tetens, Schleswiger Philosoph, Mathematiker und Naturforscher, dänischer Finanzverwalter († 1807)
- 26. September: Adolph von Danckelmann, preußischer Staats- und Justizminister († 1807)

### Viertes Quartal
- 01. Oktober: Dietrich Peter Scriba, deutscher evangelisch-lutherischer Geistlicher, Pädagoge, Advokat, Autor und Lyriker († 1774)
- 12. Oktober: Karl Friedrich Paelike, deutscher Jurist und Hochschullehrer († 1783)
- 16. Oktober: Alexandre Angélique de Talleyrand-Périgord, französischer Bischof und Staatsmann († 1821)
- 27. Oktober: James Macpherson, schottischer Schriftsteller und Politiker († 1796)
- 29. Oktober: Johann Karl Zeune, deutscher Philologe († 1788)
- 31. Oktober: Nikolai Iwanowitsch Saltykow, russischer Staatsmann und Feldmarschall († 1816)
- 06. November: Johann Kasimir von Auer, preußischer Generalmajor († 1809)
- 18. November: Carl Friedrich Christian Fasch, preußischer Musiker, Komponist, Musiklehrer und Chorleiter († 1800)
- 18. November: George Fordyce, schottischer Arzt und Chemiker († 1802)
- 18. November: Anton Graff, Schweizer Porträtmaler († 1813)
- 26. November: Charles-Joseph Panckoucke, französischer Schriftsteller und Verleger († 1798)
- 30. November: Samuel Friedrich Nathanael Morus, deutscher Philologe und lutherischer Theologe († 1792)
- 18. Dezember: Friederike Dorothea Sophia von Brandenburg-Schwedt, Herzogin von Württemberg († 1798)
- 19. Dezember: Bartholomäus III. Reichsfreiherr von Tinti, Landmann in Tirol († 1794)
- 20. Dezember: Hans Moritz von Brühl, kursächsischer Diplomat, Wissenschaftler und Schachspieler († 1809)
- 23. Dezember: Robert Motherby, englischer Kaufmann in Königsberg, Freund Immanuel Kants († 1801)
- 26. Dezember: Eiler Hagerup, norwegischer Jurist († 1795)
- 28. Dezember: Jesse Root, US-amerikanischer Politiker († 1822)
- 29. Dezember: Kimura Kenkadō, japanischer Maler und Naturforscher († 1802)

### Genaues Geburtsdatum unbekannt
- Sir John Francis Edward Acton, 6th Baronet, italienischer Politiker und Militär englischer Abstammung († 1811)
- John Arnold, britischer Uhrmacher und Erfinder († 1799)
- Robert Barron, britischer Erfinder († 1794)
- Timothy Bloodworth, US-amerikanischer Politiker († 1814)
- William Grayson, US-amerikanischer Politiker († 1790)
- Halil Hamid Pascha, Großwesir des Osmanischen Reichs und Reformer († 1785)
- Koñwatsiãtsiaiéñni (Mary Brant), Anführerin der Mohawk († 1790)
- Charles Lynch, US-amerikanischer Plantagenbesitzer, Politiker und Revolutionär († 1796)
- Johann Jakob Morff, württembergischer Maler († 1802)
- Ignaz Pickel, deutscher Geistlicher, Astronom, Ur- und Frühgeschichtsforscher, Mathematiker und Lehrbuchautor († 1818)
- Maria Walpole, durch Heirat Mitglied des britischen Königshauses († 1807)

### Geboren um 1736
- Oktober 1734 oder 1736: Maria Pauer, Salzburger Dienstmagd, letzte Frau, die auf dem Gebiet des heutigen Österreichs wegen angeblicher Hexerei hingerichtet wurde († 1750)
- Fjodor Stepanowitsch Rokotow, russischer Porträtmaler († 1808)

## Gestorben

### Januar bis April
- 02. Januar: Johann Riedel, deutscher Bildhauer und Ordensmitglied der Jesuiten (* 1654)
- 10. Januar: Gottlieb Samuel Pristaff, deutscher Fälscher
- 15. Januar: Friedrich Roth-Scholtz, deutscher Buchhändler, Herausgeber und Bibliograph alchemistischer Literatur und Verleger (* 1687)
- 17. Januar: Matthäus Daniel Pöppelmann, deutscher Baumeister (* 1662)
- 31. Januar: Filippo Juvarra, italienischer Architekt (* 1678)
- 31. Januar: Bruno Mauricio de Zabala, spanischer Militär und Kolonialverwalter, Capitán General del Río de la Plata (* 1682)
- 02. Februar: Gabriel Bergier, Schweizer evangelischer Geistlicher und Hochschullehrer (* 1659)
- 19. Februar: Johann Georg Mozart, deutscher Buchbinder (* 1679)
- 21. Februar: Santino Bussi, Wiener Hofstuckateur (* 1664)
- 07. März: Carl Hans Wachtmeister, schwedischer Adeliger und Admiral (* 1689)
- 10. März: William Cosby, britischer Gouverneur der Provinz New York (* 1690)
- 13. März: John Walsh, englischer Musikverleger und Instrumentenbauer (* um 1665)
- 16. März: Giovanni Battista Pergolesi, italienischer Komponist (* 1710)
- 25. März: Nicholas Hawksmoor, englischer Architekt des Barock (* 1661)
- 28. März: Johann Reinhard III., Graf von Hanau-Lichtenberg und Hanau-Münzenberg (* 1665)

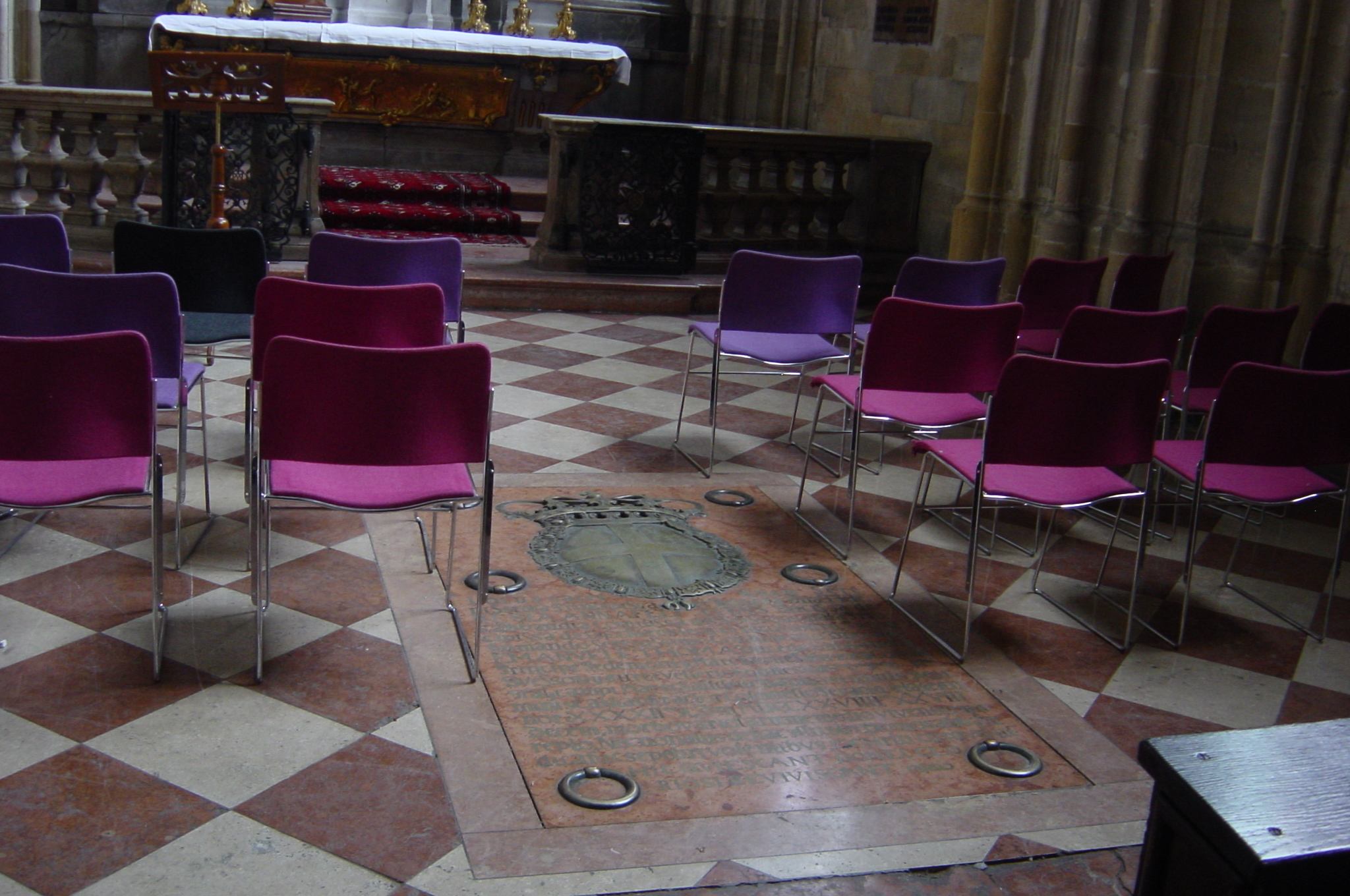
Letzte Ruhestätte des Prinzen Eugen in der Kreuzkapelle im Wiener Stephansdom

- 21. April: Eugen von Savoyen, österreichischer Feldherr und Kunstmäzen, Feldmarschall des habsburgisch-kaiserlichen Heeres (* 1663)
- 21. April: Wilhelm Hieronymus Brückner, deutscher Rechtswissenschaftler (* 1656)
- 21. April: Johann Georg König, Schweizer katholischer Geistlicher und Gymnasiallehrer (* 1664)
- 28. April: Luise Elisabeth von Württemberg-Oels, Herzogin von Sachsen-Merseburg (* 1673)
- 30. April: Johann Albert Fabricius, deutscher klassischer Philologe (* 1668)

### Mai bis August
- 07. Mai: John Weldon, englischer Komponist und Organist (* 1676)
- 14. Mai: Louis Auguste I., Herzog von Maine, unehelicher Sohn Ludwigs XIV. (* 1670)
- 14. Mai: Giovanni Battista Vivaldi, italienischer Violinist (* 1655)
- 25. Mai: Hans Reinhold von Fersen, schwedischer Generalleutnant und Politiker (* 1683)
- 03. Juni: Gerhard von Holy, deutscher Orgelbauer (* 1687)
- 10. Juni: Sebastian Edzardus, deutscher Philosoph, lutherischer Streittheologe und Missionar (* 1672)
- 20. Juni: Philipp Joseph Jenisch, deutscher Architekt und Baumeister (* 1671)
- 27. Juni: Ulrich Grubenmann, Schweizer Baumeister (* 1668)
- 28. Juni: Christian, Herzog von Sachsen-Weißenfels und Fürst von Sachsen-Querfurt (* 1682)
- 30. Juni: Johann Jürgen Gundelach, deutscher Glasmacher (* um 1672)
- 01. Juli: Ahmed III., Sultan des Osmanischen Reiches (* 1673)
- 03. Juli: Giuseppe Nicola Nasini, italienischer Maler (* 1657)
- 08. Juli: Heinrich Ludolf Spancken, westfälischer Geistlicher (* 1682)
- 25. Juli: Jean-Baptiste Pater, französischer Maler (* 1695)
- 08. August: Kada no Azumamaro, japanischer shintōistischer Gelehrter und Dichter (* 1669)
- 11. August: Philipp von Hessen-Darmstadt, Prinz von Hessen-Darmstadt, kaiserlicher Feldmarschall und Gouverneur von Mantua (* 1671)
- 13. August: Johann Gottlieb Kraus, deutscher Historiker und Rhetoriker (* 1684)
- 17. August: Jeanne Delanoue, französische Ordensgründerin und Heilige der katholischen Kirche (* 1666)
- 19. August: Pierre-Louis Villot-Dufey, französischer Schauspieler (* 1664)

### September bis Dezember
- 09. September: Wassili Wassiljewitsch Prontschischtschew, russischer Entdecker und Polarforscher (* 1702)
- 12. September: David Oppenheimer, Oberrabbiner von Prag, Landesrabbiner von Mähren und Böhmen und jüdischer Schriftgelehrter (* 1664)
- 13. September: Christian Thomesen Sehested, dänischer Admiral und Oberlanddrost in Oldenburg (* 1664)
- 13. September: Gaspar van Wittel, römischer Vedutenmaler niederländischer Herkunft (* 1653)

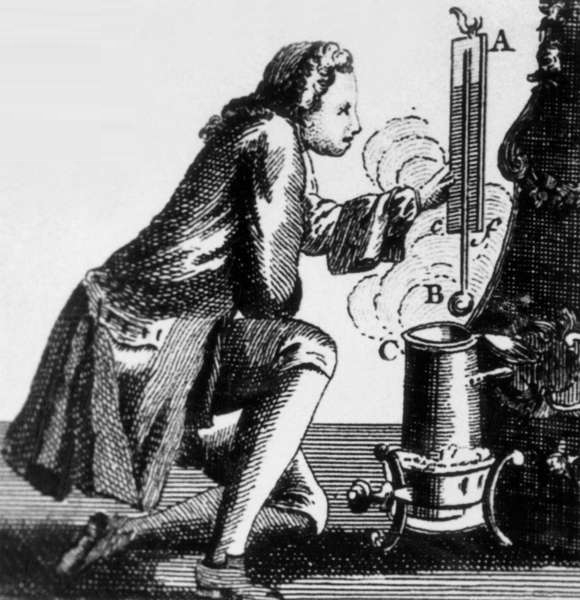
Daniel Gabriel Fahrenheit

- 16. September: Daniel Gabriel Fahrenheit, deutscher Physiker (* 1686)
- 16. September: Johann Benedikt Hess der Jüngere, deutscher Glas- und Gemmenschneider (* 1672)
- 17. September: Franz Ludwig Schenk von Castell, Fürstbischof des Hochstifts Eichstätt (* 1671)
- 19. September: Theophan Prokopowitsch, Erzbischof von Nowgorod (* 1681)
- 23. September: Tatjana Fjodorowna Prontschischtschewa, erste russische Arktis-Forschungsreisende (* 1713)
- 26. September: Louise Diane d’Orléans, Fürstin von Conti (* 1716)
- 27. September: René Duguay-Trouin, französischer Freibeuter und Marineoffizier (* 1673)
- 08. Oktober: Johann Heinrich Wedekind, deutscher Porträtmaler in Schweden und Russland (* 1674)
- 09. Oktober: Johannes Dünz, Schweizer Maler (* 1645)
- 01. November: Johannes Tschudy, Baseler Ebenist, Baumeister und Ingenieur (* 1672)
- 03. November: José de Patiño y Morales, spanischer Verwaltungsbeamter und Minister (* 1666)
- 04. November: Carl Gustaf Armfelt, schwedischer General (* 1666)
- 18. November: Jeanne Baptiste d’Albert de Luynes, französische Aristokratin, Gesellschaftsdame, Kunstsammlerin, Bauherrin und Geliebte von König Viktor Amadeus II. von Sardinien-Piemont (* 1670)
- 20. November: Elizabeth Rowe, englische Künstlerin (* 1674)
- 02. Dezember: Johann Gottfried von Berger, deutscher Mediziner (* 1659)
- 03. Dezember: Franz Bernhard Altenburger, süddeutscher Maler
- 10. Dezember: Antonio Manoel de Vilhena, Großmeister des Malteserordens (* 1663)
- 15. Dezember: Johann Georg Zierenberg, Stadtvogt im Herzogtum Bremen (* 1693)
- 28. Dezember: Antonio Caldara, italienischer Cellist, Komponist und Kapellmeister (* 1670)
- 31. Dezember: Richard O’Cahan, irischer Soldat, Oberst, Brigadegeneral und Gouverneur der Baleareninsel Menorca (* 1666)

### Genaues Todesdatum unbekannt
- Hannah Duston, neuenglische Siedlerfrau aus Massachusetts, bekannt für ihre Flucht aus indianischer Gefangenschaft (* 1657)
- Magnus Lagerström, schwedischer Regierungsbeamter und Kanzler von Schwedisch-Pommern (* 1666)
- Joseph Michel, französischer Komponist und Organist (* 1679)
- Seyyid Vehbi, osmanischer Dichter (* um 1674)
- Benjamin Wedel, deutscher Buchhändler und Verleger (* 1673)

### Gestorben um 1736
- 20. Juli 1735 oder 1736: Ejima Kiseki, japanischer Schriftsteller (* 1666 oder 1667)